# Castello di Caltignaga
Il castello di Caltignaga è un'importante struttura fortificata che sorge nell'omonimo comune in provincia di Novara, pochi chilometri a nord del capoluogo.

## Storia

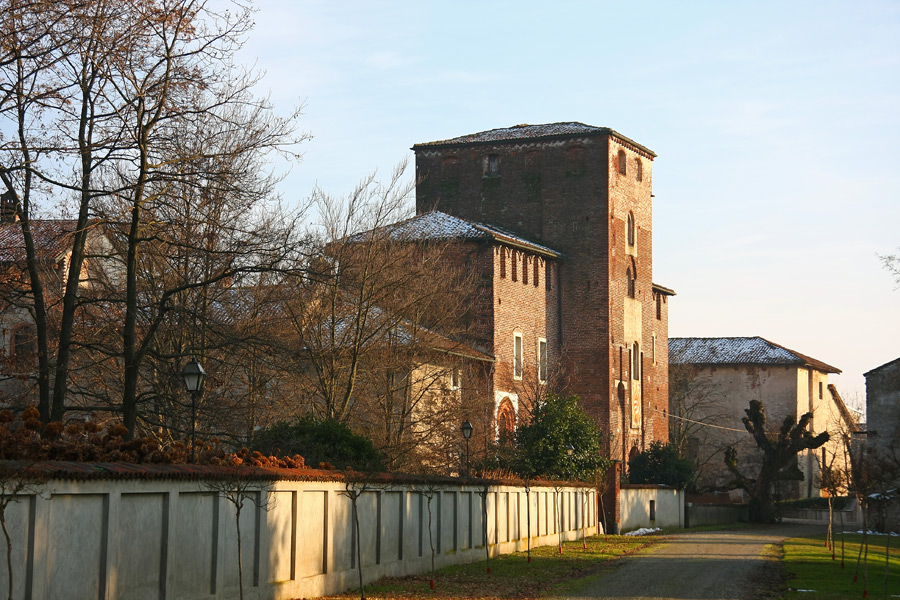
Vista del complesso da nord-ovest

Le prime testimonianze sull'esistenza qui di un castello risalgono a poco dopo l'anno mille. Intorno agli anni 1362-63 l'edificio fu danneggiato quando venne espugnato dalle truppe della Compagnia Bianca di Alberto Sterz, sorte simile a quella subita da molti centri abitati del novarese. Nel 1449 Francesco Sforza assegnò il feudo di Caltignaga alla nobile famiglia novarese dei Caccia che lo dominarono, salvo alcune interruzioni, fino al 1724.
I Caccia si occuparono subito di ampliare e rimaneggiare il castello facendogli assumere pressappoco l'aspetto attuale.
Importanti interventi di restauro si resero necessari a seguito del 1524, quando, dopo una fallita spedizione contro Novara, l'esercito francese del generale Bonnivet espugnò la rocca e, dopo averla saccheggiata, la incendiò.
Nel secolo XVI, persa la funzione militare, la costruzione fu adattata ad abitazione signorile.
Nel 1774 fu acquistato con i circostanti terreni agricoli dalla famiglia novarese Faà, estinta nel secolo scorso, ed ora appartiene ai suoi discendenti, le famiglie Ferrari-Ardicini e Sella..

## Descrizione

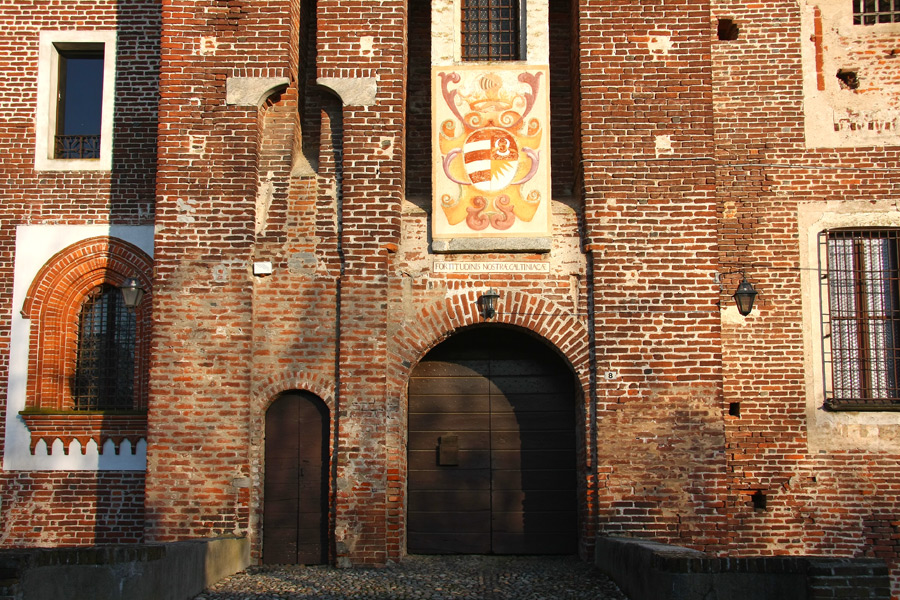
Portale d'ingresso

L'impianto si presenta sostanzialmente a quadrilatero con la presenza di un'unica massiccia torre che sovrasta l'ingresso principale, sopraelevata probabilmente dopo l'incendio del 1524. Il fossato, che in passato circondava l'intero edificio, è ancora presente su due lati: quello occidentale dove si trova il ponte e il portale d'ingresso e quello meridionale che separa il castello da una sua vecchia dipendenza del XV secolo; sugli altri lati l'edificio è circondata da un vasto giardino all'italiana.
La struttura appare interamente in mattoni, coronata da una merlatura alla ghibellina collegata verso l'interno da archetti ribassati più sottili sui quali poggia il tetto.